# Dzoraget
Dzoraget (in armeno Ձորագետ?) è un comune di 325 abitanti (2001) della Provincia di Lori in Armenia.